# 湖南文艺出版社
湖南文艺出版社始建于1985年10月，是一家中国大陆的专业性文艺图书出版社，主要涉及教材、音乐、 文学、体育、青春读物、旅游文化和大众生活类图书及文学期刊《芙蓉》杂志。
自2009年起，该社负责引进上海天娱传媒有限公司招牌栏目超级女声、快乐男声冠军所创作的音乐作品，选入湘版音乐课本中。